# رابونزل (ديزني)
الأميرة رابونزل (بالإنجليزية: Rapunzel)‏ هي شخصية خيالية، ظهرت في أفلام والت ديزنى للرسوم المتحركة.
يعتبر الفيلم الخمسين في سلسلة كلاسيكيات والت ديزني السينمائية وذلك عام 2010م بعنوان "رابونزل". وفي عام 2012 جزءًا ثان بعنوان" رابونزل في تبات ونبات. وبالعام 2017 بمسلسل تحت عنوان يوميات رابونزل والذي سبقه فيلم رابونزل وخطوات إلى السعادة. هذا وقد قامت الممثلة ماندى مور بدبلجة صوت رابونزل في الجزءين والمسلسل. وقامت الممثلة والمغنية جاكلين رفيق بأداء نفس الدور بالنسخة العربية. كما شاركت الطفلة ديلانى روز شتاتين بصوتها في دبلجة دور رابونزل في مرحلة الطفولة في الجزء الأول.
قام المبدع جلين كين بصياغة شخصية رابونزل، حيث تعتبر شخصية رابونزل إحدى أساسيات ونماذج الشخصية الألمانية التي تتميز بالطابع الخرافي الحر. كما وصفها الأخوان غريم.
ومن مقومات التأقلم لديزنى أن تعتمد الشخصية وترتكز على قليل من السلبية وكثير من الايجابية، كما نلاحظ أن الاميرة رابونزل،
فقد ولدت بشعر طويل ذهبي ساحر مسترسل خلفها، كما إنها خطفت رضيعة بواسطة المرأة الشريرة والتي تدعى الأم جوثل حيث استغلت شعرها الجميل الذي لانظير له، لتعزيز قدرتها على البقاء لسنوات عديدة. الأم جوثل أمنت البرج المنعزل لمدة لثمانية عشر عاما حيث احتفظت في هذا المكان بهويتها الحقيقية، في حين أن الأميرة رابونزل جندت وطوعت لص يدعى فلين رايدر لتضمن مساعدته.
لتكشف فانوس السماء في ذكرى عيد ميلادها.فالمواقف الحرجة التي تواجهها رابونزل تكون عادة ايجابية بشكل عام.
فكثير من النقاد يتذمرون وينتقدون روحها المفعمة بالحيوية والنشاط وشخصيتها الجادة، والتي تتميز بالاستقلالية أيضا. رابونزل أدرجت رسميا في خط المتابعة ضمن أمراء ديزني وذلك في الثاني من أكتوبر عام 2011.وأصبحت أولى وأفضل الشخصيات المخترعة والمبتكرة. فحضورها وشخصيتها مسحوبة ومسلوبة مقارنة بعهديها سابقا ولاحقا.
الأميرة رابونزل استلهمت من حورية البحر (فيلم 1989).

## إبداعات

### فكرة بدائية
جلين كين هي أحد أشهر رسامي الرسوم المتحركة، كما شاركت أيضا في إبداع طرزان (فيلم 1999)، وذلك عام 1996م ومن ثم ظهر الإخوان جريم مبدعي فكرة رابونزيل، بعد ذلك ظهر لو بيرى الذي أسس فكرة الرسوم المتحركة وجعلها مبدأ اساسى لا يستهان بها أي وضعه في عين الاعتبار. أما كين صاحب الفضل الأول في إطلاق تلك الرسوم، فانه انضم تدريجيا أثناء التخطيط للمشجعين وذلك تحت رداء (أن كل فرد منا منذ نعومة أظافره لديه قدرة، أثناء الحاجة إليها تخرج وتنبثق). وللتوصل لنتيجة ايجابية حتمية في استوديوهاتاستديوهات والت ديزني للرسوم المتحركة، عقد مقارنة بين شكل هذه الفكرة في الماضي وفي الحاضر.فهو يعتقد أنه أعظم وأفضل مصممي تلك الرسوم.وطبقا لحالة الشخصية يبدأ التطوير وتتبلور القصة تدريجيا.

### عملية الدبلجة
ومن هنا تبدأ بداية الإخراج بداية مختلفة ومميزة، لكن بسبب إصابة كين بأزمة قلبية أمراض القلب لأول مرة عام 2008م؟فان قرارها لم يلبس ثوب التنفيذ، فطلب من (ناثان جريثو) و (بايرون هوارد) ان يتولى كلاهما هذه المهمة في حين ان المخطط ولو بيرى مقيدين ب بقواعد طابع الرسوم المتحركة.
في الحقيقة لم تكن كين هو صاحبة فكرة رابونزيل للرسوم المتحركة في والت ديزني، ولكن هناك من ظهر في مشارف عام 1937م، بعد نزول بياض الثلج وأطلقها، أن محاولة نسج قصة رابونزيل تعد أول ظهور للرسوم المتحركة، في حين أن الفكرة التي جاءت بعد ذلك صيغت تحت مسمى (البداية المؤلمة)، والتي واجهوا فيها كثير من المعاناة وقدموا كثير من التنازلات.
كين اعتقدت ان سبب الوصول للقمة هو مواجهة رابونزيل للمؤامرات التي تحيط بها، وذكرت بعد ذلك قائلة: (كل هذا لماذا؟!.........لماذا أثناء مواجهتك لبايرون وناثان جرينو، تمضى وكأنك تشعر بالقدوم نحو الكمال....... كل هذا ليس بالجديد).
غلين المخرج وهوارد كلاهما يرا أن شكل لو بى بالنسبة لبطلة العمل يكون أكثر ايجابية، كما يذكر قائلا: (أعلم جيدا أن الجمهور الغفير يعشق الأعمال التي يقدمها بايرون، كما يأمل أيضا أن يقوم لو بيرى بإبداع شخصية تقترب من شخصية الشعب في ريال مدريد، ويتمنى أن تكون حبكة القصة متينة لأن هذا من فعالياته وأساسياته. كما أن رابونزيل شخصية ذكية مليئة بالطموحات والأمانى وفي يوم ما ستحصل على كل ما تريده من هذه الحياة.
وفي بداية الامر ظهر برود واى الممثل وكريستين تشينوويث. ، ثم بعد ذلك ظهرت الممثلة انتروسى (ريس ويذرسبون) ريس ويذرسبون في هذه الفترة، وذلك للقيام بتلك الدبلجة دبلجة, لكن في النهاية لم تقم بالدبلجة, هذا وقد قام جو شو بالنظر في المئات من المرشحين, وتسجيل الفنان، والمغننين، والممثلات...الخ، حيث اختار في نهاية المطاف ماندى مور.ووفقا لما قاله هوارد (بسبب تمتعها بصفات مميزة مثل روحها الجميلة، والبساطة، والمجاورة، كل هذه الصفات جعلتها أحق بالتمثيل في أفلام ديزنى، وهذه الصفات أيضا لابد أن تتوافر في أي ممثلة تحت أي ظرف من الظروف.
وذلك لأنهاكتشفت ان جزء كبير من الدبلجة قام به أشهر المدبلجين ألا وهو زاكري ليفي، وتشاى ريك (الحلى فهلنج ريد) ودونا مورفى (الحلى جيثو)، فكلاهما يقوما بعملية التسجيل.ومن الغريب أن يقال أن ماندى مور قادرة على القيام بديتو رائع بصوتى الذكر والانثى أثناء عملية التسجيل، وذلك خلال العمل الكلاسيكى ((أرى النور)). ، عندما اصطدمت بويفى، لكن أثناء (ألان دى جين شو)وبعد ذلك ماندى مور عبرت أيضا في مؤتمر صحفى أن الفيلم سيصدر قبل شهر. كما وصفت ماندى مور عملية التسجيل والدوبلاج بالتحدى الكبيير، وأنه من المستحيل أن ترى على الشاشة عملية دبلجة الرسوم المتحركة، كما ذكرت أثناء مقابلتها مع مجلة <<ناو >> البريطانية المملكة المتحدة قائلة: (على العموم، احاول ان أعرف واكتشف ذلك جيدا، لذلك تصبح عملية الدبلجة مثيرة للأهتمام، كما أنها اعطتنى الفرصة لأشق طريق الخيال)، وعندما سئلت عن كيفية تقليد صوت لو بيرى. قالت مور ان صوته يشجع على ((التفانى)). وغالبا ما يتطلب منها أن تستعد للدبلجة لأكثر من أربع مرات، حتى أن قابلت رادوان المدير. وأشارت مور قائلة: عندما شاهدت البث الأول لدبلجتى للرسوم المتحركة، انتابنى شعور ما في قلبى وقلت، يا الهي !كان صوتى حاد جدا حقا.

### ادوار التصميم التفصيلية
وأثناء ما كانت جلين كين مديرة لهيئة الرسوم المتحركة، كان وليفر.الأمين دايتون أحد أشهر تسعة من كبار محترفي ديزني للرسوم المتحركة، حيث أشار إلى إجراء بعض التصميمات. فبعد اطلاع كين على مخطوطة الموسيقى بعنوان اختبار (القلم الرصاص) لموسيقى لو بيرى، على الفور أشاد الأمين دايتون لكين
وانه اثناء حظر أعمالها فهذا لايعد بالشيء الشديد وذلك بدمج أفكارها الداخلية.
كما صرح دايتون قائلا: (اننى اشعر بكثير من الفضول، وأود أن اعرف فيما تفكر؟. بعد ذلك جعل كين وصية الأمين دايتون تكون على النحو التالي اسمحوا لي ألا أنسى مسجل المكالمات.... حتى بعد ذلك، وإثناء تجسيد الأعمال الرئيسة لللانسان يحاول تحديد الفكرة المركزية.
كما كان هوارد شخصيا يعمل كمساعد مخرج لبايرون حيث كانت حورية البحر (فيلم 1989) هي البطلة لأفلام ديزني للرسوم المتحركة وذلك عام 1989م.
هذا وهو مستوحى من أفلام الأطفال التي ابتكرتها كين.وطبقا لما ذكره هوارد: (بالطبع اربيل هو أول طفل جعلني اشعر بتأثير دور المودة والرحمة...... كما نأمل أيضا في الدفئ الذي تبعثه موسيقى لو بيرى، وعلى الصعيد الأخر نتمنى أن تلك الأعمال تتجسد على الكمبيوتر وتنتهي.
كما وضح أيضا مدى التشابه الكبير والارتباط بينها (رابونزيل) وبين اربيل، وميرميد الصغيرة.
كما ذكر أيضا أن اثنتين من تلك البطلات كانتا لديهما القدرة على تخطى الحواجز وتحقيق أحلامهما، فكلتاهما يتمتعا بشموخ الروح التي من المستحيل أن تقمع قط. فعند تصميم الأدوار تأثر كين بمقدمة كتاب <جمال المرأة> .ففي هذا الكتاب ذكرت أسرار الجمال. والطبيعة الغريبة لأوجه المرأة، وبعد أن وضع هذا المفهوم نصب الأعين، كين جعل شكل موسيقى لو بيرى تلبس ثوب التغيير.
ففي بداية الأمر ظهرت بعض العيوب فعلى سبيل المثال أن تصمم الأسنان الأمامية بشكل بارز جدا، وان ينتشر نمشعلى جانبي الأنف، أن تكون العيون واسعة، بالإضافة إلى شيء من الحرية والجموح. كما أن الرسوم المتحركة شكلت الطبعة التاسعة ل (لو بيرى)وذلك قبل الشروع في التصميمات .

### تشكيل الشخصية
وذات مرة صرح المنتج التنفيذي ل <<تشابك>> جون لاستير لجريدة نيويورك تايمزقائلا: (إن التحدي هو مقاومة فكرة عشق الفتيات للجلوس في المنزل لمدة 18 عام، حيث تجعل الجميع يشعرون بالذكاء وتعطيهم فرصة للتعلم والصحة، ومن الجدير بالذكر إدراك الإحساس بالإنسانية والانتماء اليها). ولتجنب ظهور بطلة جديدة منعزلة تلعب دور الأميرة الحزينة . وأثناء تمحور دور القائمين على تكوين شخصية الدور للموسيقى . فهذا يعتبر بالاختبار لبعض المحترفات، ومن أشهر النماذج المشرفة على ذلك الفنانة المبدعة (انتيروسى) وناتالي بورتمان بالإضافة إلى آيمي بوهلر. كل هذه النتائج جعلت موسيقى لو بيرى تدخل تدريجيا تحت راية الغرابة.
وذلك لكي تعيد تشكيل انطباع العامة عن الأميرة في الماضي، وان مسالة أن تذكر جريدة تايمز بنيويورك كل ما يتعلق بشخصية لو بيرى فهذا الأمر في حد ذاته يعد تقدم عظيم، كما قدم لنا الفارق الشاسع بينها وبين بطلة ديزنى للرسوم المتحركة قديما.
وكما أشار الناقد الصحفي بجريدة تايمز بنيويورك (بروكس بارنز) ان موسيقى لو بيرى هي بالطبع موسيقى ذات طابع رنان قوى .وإثناء تسلقها للبرج في فهلنج، تمسك مقلاة لتدق على الأدوار، إلى جانب استخدامها لضفيرة من الشعر تشبه السوط .، في حين ان ماندى مور صرحت قائلة: موسيقى لو بيرى (لم تكن ..... الأميرة ديزني لم ترتدي رداء المثالية .....أنها شخصية مستقلة عصامية .....ويمكنها أن تعتني بنفسها).
اتخذت مخرجة الرسوم المتحركة جلين كين العديد من أفراد أسرتها أساسًا لابداع الشخصيات المشهورة. فقد استند ظهور رييل إلى زوجته. وايضا نلاحظ من خلال هذا الفيلم، ان حماسة رابونزيل الفنية والابداعية مواحاه من ابنته،  فتعد جميع الاشكال التي رسمتها رابونزيل على جدران واسقف منزلها بالبرج من عمل ابنته. وأثناء انشغاله بإنتاج (المشابكة) انجبت ابنته حفيده له تدعى ماتيس والتي كانت مصدر الهام له في ابداع الشخصيات .

## الشعر الطويل والتكنولوجيا
وكانت رابونزيل هي أول بطلة لديزني ذات شعر اشقر بعد مرور عده سنوات  منذ أورورا في الاميرة النائمة عام 1959 . فقد استخدم الحاسوب لرسم الصور بتقنيه عاليه لرسم الشعر، لذلك فان الشعر من خلال إنتاج هذا الفيلم المشابكة (التشابك بين السحر والشعر والرومانسية) يعتبر هو الجزء الأكثر تحديا . ووفقا لما ذكرت (لوس أنجلوس تايمز) ان مصممة الرسوم المتحركة جلين كين أنتجت عددا من أعظم الأعمال بديزني المشهورة (بتصميم الشعر الرائع)، بما في ذلك ارييل في حورية البحر الصغيرة، والوحش في (الجميلة والوحش)، بوكاهونتاس في (بوكاهونتاس). وفيما يتعلق بالشعر الطويل لرابونزيل فكين تصف ذلك قائله: : (فهو يذكرنا دائما بان رابونزيل تمتلك السحر الفطرى)،  ، وقد قال هوارد واصفا اياه: بانه طابعها الخاص. وقد وفر هوارد وغلينو كمدراء الكثير من المواد الحية للعمل في اشاره منهم لشعر رابونزيل الذي كان مصدر الإلهام، وعلى سبيل المثال، ربط خيوط طويلة من سلسلة إلى قبعة بيسبول التي سترتديها ثم ترحل، وهذا إلى جانب تصويره للنساء التي لم تقص شعرها لعده سنوات لتكون بمثابه نماذج حيه.
كانت كيلي وارد المتخرج من جامعة نورث كارولينا خبير الشعر وأكبر مهندسي البرمجيات هي المسئولة عن البرمجيات، وقد ساعدت متخصصوا الرسوم المتحركة في ابداع الشعر الطويل. وقال هاوارد ان في الحياة الواقعية، وزن 70 قدما من الشعر يصل إلى 60 رطل (27 كجم)، لذلك في الواقع لا يوجد شخص يستطيع يتحمل هذا الوزن ولكن في الفيلم نجد رابونزيل تتارجح به بكل حريه. ومن أجل اظهار البساطة، فقد احتفظ متخصصوا الرسم بالدرجة التخيلية لمظهر الشعر، ولكن من أجل السيطرة على الشعر تم تقليل كمية الشعر الداخلية. فقد واجه متخصصوا الرسوم المتحركة في هذا المجال العديد من التحديات من أجل ان يبدو الشعر فريدا من نوعه وفي نفس الوقت محتفظا بلونه الذهبى الحقيقى.

## نظره على ردود الافعال

### تعليق
وقد حازت شخصية البطلة رابونزيل في معظم التعليقات على ترحيب كبير . وقد احبت سارة فيسكاروندو ب (مجلة شباك التذاكر) هذه الشخصية كثيرا، واصفة اياها بأنها (بنت مليئه بالحيويه والنشاط ومثال يحتذى به للاميرة الصارمة المتسللة.)ونجد أيضا ستيفن ويتى بجريده (نجم كرونيكل) نيو جيرسي يصف هذه الشخصية بانها (امرأة شابة موهوبة). كما قال كينيث دوران لوك بوى مان (لوس أنجلوس تايمز) انها (مثال لامراه شابه معاصره). وقد وصف بروس ديونس (نيويوركر) رابونزيل بان (لديها ذكاء فطرى وقوه وعنايه وانها ليست من نوع الفتيات المراهقات المزعجات). وقد اوضح كلوديا بويغ (يو اس ايه توداي) من خلال مقالته، يقارن هذه الشخصية بطلات دزنى السابقين لها قائلا ان (شخصيه رابونزيل هي الأكثر مصداقيه).
ونجد أيضا من خلال التعليقات مقارنه بين رابونزيل واميرات دزنى السابقين لها، فنجد أيضا جو نومير (نيويورك ديلي نيوز) قد عقد مقارنه بين استقلاليه رابونزيل وبين حسناء الجميلة والوحش. واشار جوناثان كروكر البريطاني مجلة (فيلم كامل) إلى مدى التشابه بين رابونزيل وشخصيه ارييل . واصفا الأولى (رابونزيل) بانها (بطلة قوية الإرادة، حريصة على رؤية العالم الخارجي).
وقد وصف مايك سكوت (نيو أورليانز) صحيفة التايمز من خلال مقالته براءه رابونزيل بانها (تجعل الناس تتذكر ايمي ادامز خلال فيلم يحكى ان، والدور التي تلعبه الأميرة البريئة جيزيل). وقد اوضح الناقد السويسري توم الخيرية من خلال مقارنه بين استقلاليه رابونزيل وارييل ومولان وصف رابونزيل بان (في السنوات الأخيرة لم تأتى شخصيه لدزنى تتمتع بهذه الجرأة مثل هذه الشخصية).
وهناك أيضا بعض النقاد اخذوا عدة مأخذ على شخصية رابونزيل . فقال ريتشارد كوليس (تايمز) ان التركيز على شخصيه فهلنغ ريد لم يكن بالكثير وانما كان هناك تحيز واضح لشخصيه رابونزيل . فكتب يقول (ان قبل 60 عاما كانت الفتايات بمختلف الشخصيات تتطلع إلى ان تكبر، ان تتغلب على الصعوبات، أو إلى التغيير) ولكن الآن (بيكسار، دريم وغيرها من الاستوديوهات الأخرى قد دمرت الأفلام التي تتخذ البنات كجوهر). ومن خلال شبكه الإنترنت اوضح الناقد جيمس بونا تينغ ان رابونزيل (على الرغم من أنها جميلة وحيوية، ولكنها لا تزال لا تقارن مع سنو وايت، ارييل والحسناء .
(((([رابونزيل تتمتع بنظره بريئه حول العالم، ولكن عندما تكون لا حول لها ولا قوه، فانها تستخدم حيله شعرها الطويل مثل الرجل العنكبوت، كبطلة بارعه، فعدد المرات التي انقذها فيها كثيره جدا.
تعليق الناقد كيرى لنجل (أريزونا الجمهورية) على شخصيه رابونزيل. ملاحظه (6).]))))

## الثناء والجوائز
قال ستيفاني غولدبرغ في مقالته (شجعان اسطوره مريديا وبطلات الرسوم المتحركة الأخرى)، ان رابونزيل من أكثر البطلات جمالا واستقلالا ببطلات دزنى. وقالت سونيا ساريا في المجلة الإلكترونية من خلال مقالتها (تصنيفه: أميرات دزنى من الصغر إلى العظمة)، انها شخصيه مفعمه بالحياة مقارنه بالجيل السابق لها كالاميرة ارييل والاميرة ياسمين في علاء الدينللسي إن إن، وتصفها أيضا بانها (امراه عنيفه) على الرغم من ان (براءتها أحيانا تتعارض مع شخصيتها المعاصرة). وتقول أيضا (هي تشعر ان المعاناة التي تواجهها غير عادلة، لذلك تبحث عن طريقه للاختراق أو حيلة لتتخلص من (أمها)،- التي في الواقع هي التي خطفتها – لتعيش مغامرة بالعالم الخارجي). وقالت تالا ديريت في موقع المرأة الفلبينية (شبكة أنثى) من خلال مقالتها (أكثر 30 شخصيه كرتونيه انثى مضحكه وقويه) فيه اشاره لرابونزيل حيث قالت قالت (انها فتاه ليست عاجزه ومحبوسه ببرج تنتظر مصيرها المجهول، ولكنها فتاه قويه استطاعت الدفاع عن نفسها في المعركة).
وقد حاذت أغنية (انا ارى الاضواء) التي كانت بين الثنائي يووجين ورابونزيل على الكثير من الثناء، فقد نالت جائزة أفضل أغنية عن جوائز غرامى لوسائل الاعلام المرئيه، وقد حاذت على جائزة أفضل أغنية لجوائز جمعيه لاس فيغاس السينمائي وايضا نالت جائزة الاوسكار لافضل اغنية، ووتم ترشيحها في حفل توزيع جوائز الأوسكار الثالث والثمانون.

## أعمال اضافيه

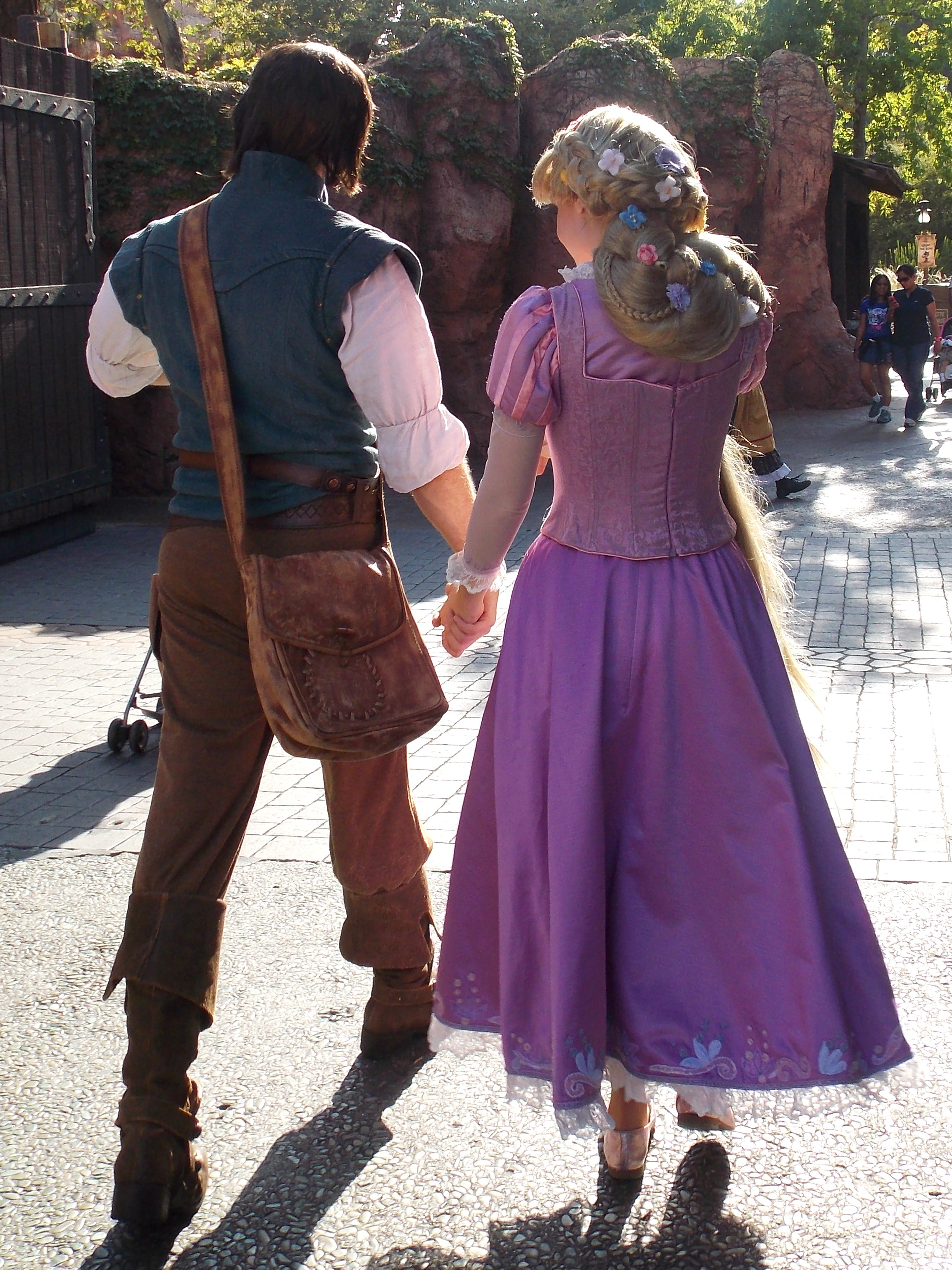
مشاركة رابونزيل وفهلنغ ريد بيري في كوزبلاي بديزني لاند في ولاية كاليفورنيا

- فيما يتعلق بالمشاهد الداخلية لهذا العمل، انظر (متشابكه # قصه الفيلم)

«ملكة الثلج»
المقال الرئيسي: ملكة الثلج
وقد ظهر يوجين ورابونزيل بعد أن تزوجو بدور إيستر إيغ في ديزنى فيلم (ملكة الثلج) عام 2013، فقد ذهب الاثنان إلى ملك اوندلا بشمال أوروبا للمشاركه في حفله تتويج الأميرة الجديدة .

## اميره دزنى والمنتجات المتعلقة بها
بعد أن أصبحت رابونزيل من أول 10 أميرات بديزنى،  اتخذها بعض وكلاء التسويق كاساس للفتيات الصغيرة، فقامو بصنع لعب الأطفال ومنتجات مسجل فيديو وملابس والعاب إلكترونية ومنتجات الأجهزة الطرفية الأخرى . وقد قامت شركة والت ديزني استمرارا لتتويج أميرات دزنى، بعقد حفل تتويج رابونزيل في قصر كنسينغتون في لندن المملكة المتحدة، إنجلترا في 2 أكتوبر عام 2011،  وهذا هو الاجتماع الأول في قصر كنسينغتون (الظاهرى) يتم فيه حفل تتويج لاميرة. وقد أصبحت رابونزيل النوذج الأول والشائع للرسوم المتحركة من بين العديد من المنتجات ذات الصلة،  وبعد عقد حفل تتويج الأميرة، تم الاعتراف بصفحة رابونزيل الخاصة على الموقع الرسمي لاميرات دزنى .
وقد اصدرت منتجات ديزنى  لأول مره العديد من منتجات رابونزيل،  على سبيل المثال، مجموعه ألعاب مغامرات تحت اسم (متشابكه دزنى)، وستصبح رابونزيل فيها شخصيه يمكن اللعب بها . وأطلق سراح اللعبة من خلال استوديوهات ديزني التفاعلية في 23 نوفمبر عام 2010، وهذا يعد وقت مبكر جدا من تاريخ إصدار الفلم، ويستند محتوى الألعاب على تصميم فيلم، وتكون مناسبه ل Wii وDS وغيرها من برامج العاب الفديو نينتندو. وقد استاجرت ماندي مور كالدوبلاج رابونزيل في فديو اللعبة،  وكانت هي نفسها فخوره بذلك .
وبالإضافة إلى ذلك، قد تم صناعه كثير من الدمى لرابونزيل، من خلال (مجموعه دزنى للرسوم المتحركة) فقد تم إنشاء 11 نسخه من دمى أميرة دزنى لمرحلة الطفولة المبكرة، فهذا يعد أول إصدار لهذه النسخة .وقد شارك كل من جلين كين ومارك هان في تصميم سلسه دمى دزنى للرسوم المتحركة.

## منتزهات دزنى واعمال الدعاية
وقد ظهرت رابونزيل في منتزهات ومنتجعات دزنى في جميع انحاء العالم. وقد تم إنشاء عده مقاعد لها بفلوريدا والت ديزني وورلد وديزني لاند بولاية كاليفورنيا، وهذا إلى جانب الأفلام المقلدة التي تصور حياة رابونزيل، وقد تم أيضا بناء برج يشبه كثيرا برج رابونزيل التي كانت تعيش به وذلك من إنتاج شركة ديزني ماجيك بولاية فلوريدا.
وقد أقيم نشاط لحمله ديزنى بالمنتزهات والمجمعات الموجودة في آني ليبوفيتش باسم (عام المليون حلم)، وهذا بالإضافة إلى إطلاق العمل المصور (سلسله صور دزنى دريم) في عام 2007، وقد قام المغنيه الإمريكية لرابونزيل تايلور سويفت بتجسيد نسخه حيه لرابونزيل في الفلم من خلال صور الدعاية ل (المغامرة سوف تلعب هنا) (العالم يبتظر مغامره). وقد اوضحت (ويكلى) تعليقا على الصور الفتوغرافية وكتب بعنوان (مغامرة سوف تلعب هنا)، ان الفائز بجائزة غرامي البالغ من العمر 23 عاما يتوقف على نافذة البرج المغطاة بالطحلب . فعندما كانت تطتلع بحزن إلى الملاذ، كان البلطو الوردى يغطى فستانها الارجوانى، وشعرها الذهبى يتاطير في الهواء . وبعد ذلك اعرب تايلور سويفت لاخبار (البساط الأحمر) بانه يتشرف انه قد تم اختياره ليكون الممثل الدعائي للصور الترويجيه.

## روابط خارجية
- رابونزل على موقع ميوزك برينز (الإنجليزية)